# MTZ-80
Der MTZ-80 (russisch МТЗ-80, im deutschen Sprachraum zumeist MTS-80 transkribiert, bekannt auch in Kombination mit dem Markennamen Belarus) ist ein Traktor, der seit 1973/74 im Minski Traktorny Sawod in Serie produziert wird. Allein bis 1995 wurden fast 1,5 Millionen Exemplare gebaut. Die DDR importierte Traktoren dieses Typs ab 1977, ein Jahr später auch den MTZ-82 mit Allradantrieb.

## Fahrzeuggeschichte

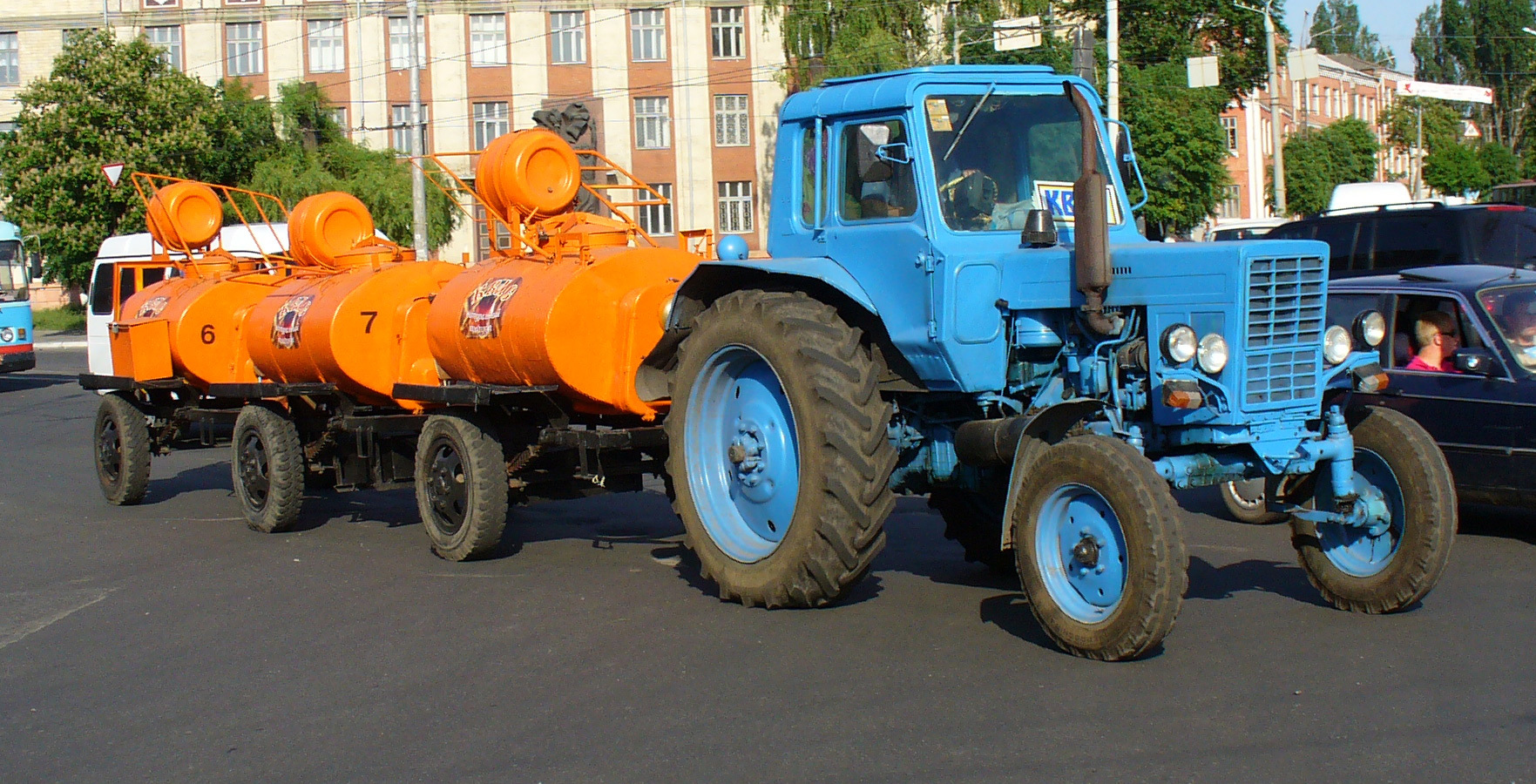
MTZ-80 mit drei Anhängern zum Verkauf von Kwas in der Ukraine (2008)

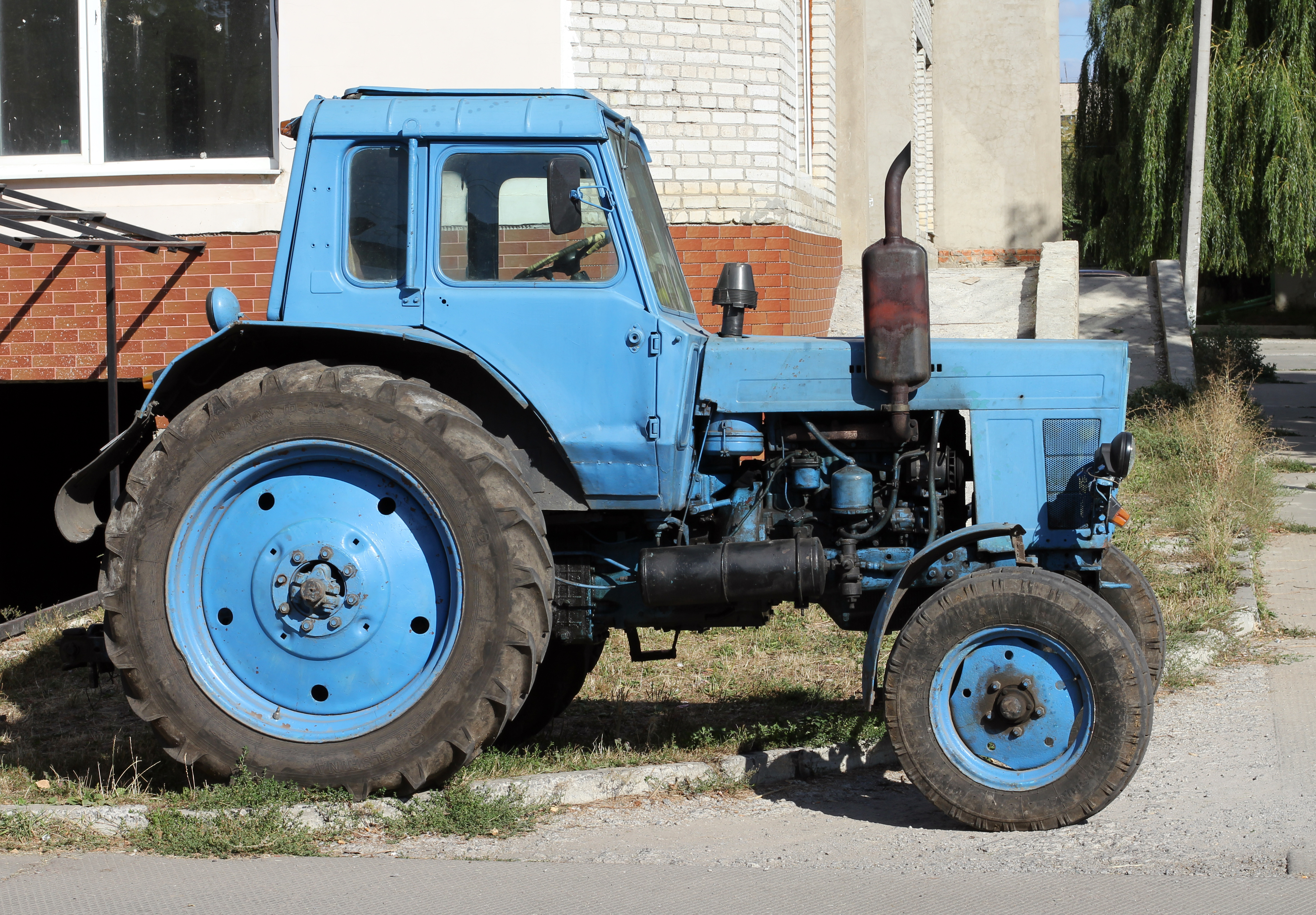
Seitenansicht des MTZ-80, hier mit alter Fahrerkabine

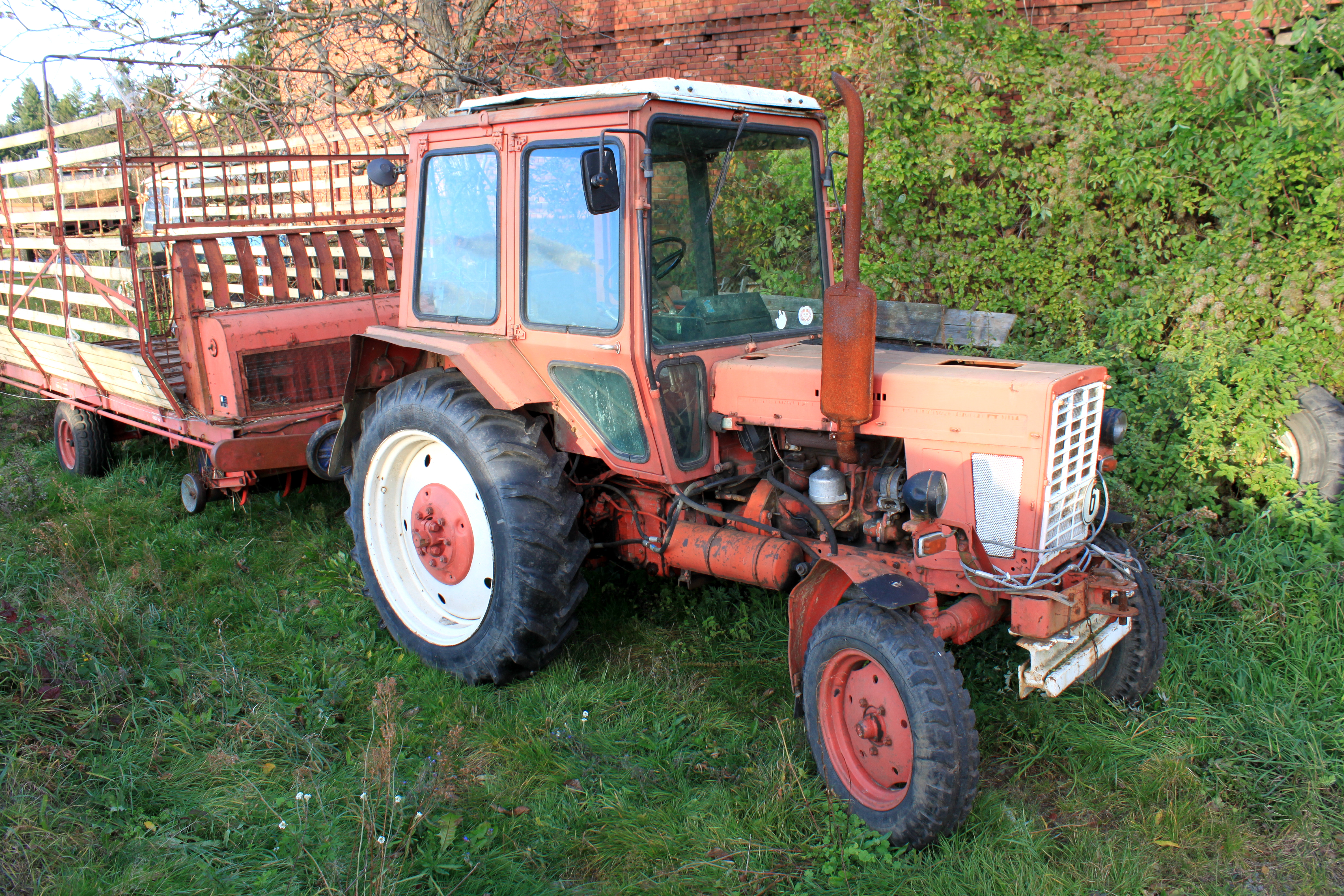
Exemplar mit neuer Kabine und für den Export typische rote Farbe, hier in Herzberg mit Ladewagen (2010)

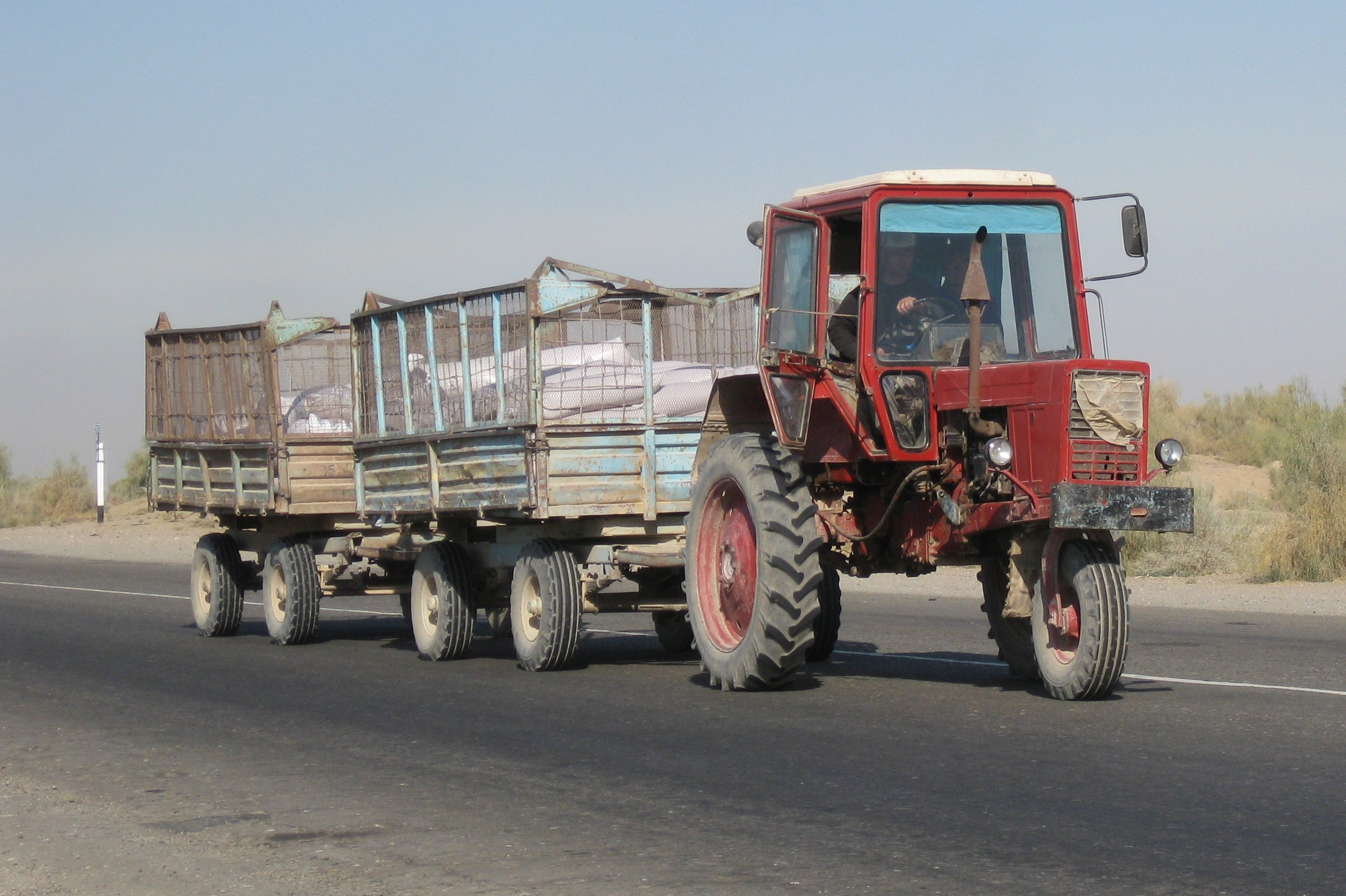
Dreirädriger MTZ-80Ch zur Baumwollernte in Usbekistan (2013)

Im Jahr 1966 erging vom Ministerrat der UdSSR an das Minski Traktorny Sawod der Erlass, einen Radtraktor mit 75 bis 80 PS und 14 Kilonewton Zugkraft zu entwickeln. Als Grundlage diente der bereits in Serie gefertigte MTZ-50, 1972 konnten Tests mit Prototypen vorgenommen werden. Die Serienproduktion begann 1974, anderen Quellen zufolge bereits im vierten Quartal 1973.
Auch wenn die Optik des MTZ-80 der ersten Jahre bis auf Kühlergrill und kleineren Änderungen an der Kabine stark seinem Vorgänger gleicht, wurden doch signifikante Änderungen vorgenommen. Neben der Erhöhung der Motorleistung um 25 PS wurde eine zusätzliche Untersetzung eingebaut. Dadurch verdoppelte sich die Anzahl der zur Verfügung stehenden Gänge beziehungsweise Arbeitsgeschwindigkeiten. Die Höchstgeschwindigkeit stieg auf knapp 35 km/h, die Kupplung wurde überarbeitet. Zudem überarbeitete das Werk die Differentialsperre, die Hydraulikanlage und die Zapfwelle, die nun zwischen zwei Arbeitsgeschwindigkeiten umschaltbar war.
Ab 1979 wurde das Fahrzeug mit einer völlig neuen Kabine ausgeliefert. Durch die Verwendung von deutlich mehr Glas wurde die Rundumsicht stark verbessert, außerdem hatte der Fahrer deutlich mehr Platz zur Verfügung. Die Seiten- und Heckfenster konnten nun geöffnet werden, eine Heizung wurde verbaut und diverse weitere Verbesserungen vorgenommen. Die DDR importierte den MTZ-80 ab 1977, ab 1978 auch den MTZ-82. Mit Stand Ende 1988 befanden sich 9751 Maschinen vom Typ MTZ-80 im Fuhrpark der landwirtschaftlichen Produktionsgenossenschaften, wovon knapp 90 % vor und nur etwas über 10 % noch nach 1980 importiert wurden.
Seit 1995 baut das Werk die verbesserte Version MTZ-80.1, die jedoch nur geringe Änderungen aufweist. Bis inklusive 1995 wurden 1.496.000 Exemplare des MTZ-80 aller Versionen (inklusive MTZ-82) gefertigt, was das Fahrzeug zum erfolgreichsten Produkt des Minski Traktorny Sawods macht.

## Modellvarianten
Über die Jahrzehnte gab und gibt es für unterschiedliche Zwecke angepasste Modellversionen des MTZ-80. Seit dem Zerfall der Sowjetunion werden auch zunehmend modernisierte Varianten angeboten, die sich insbesondere optisch stark unterscheiden und auch einem anderen Nummerierungsschema folgen.
- MTZ-80 – Grundversion, gefertigt von 1974 bis 1995.
- MTZ-80.1 – Seit 1995 gefertigte Grundversion, durchgehend mit modernisierter Fahrerkabine versehen.
- MTZ-82 – Modell mit Allradantrieb, von dem wiederum eigene Versionen abgeleitet wurden.
- MTZ-80L – Eine Version, die speziell für Waldarbeit ausgerüstet war. Verschiedene kleinere Änderungen am Motor wurden durchgeführt und größere Räder verbaut, um die Höchstgeschwindigkeit auf 36 km/h zu erhöhen.
- MTZ-80W – Gebaut für den Einsatz in Hackfruchtkulturen und ausgerüstet mit verändertem Getriebe.
- MTZ-80Ch – Dreirädrige Version für den Anbau von Baumwolle, die in Usbekistan im Taschkentski Traktorny Sawod gebaut und genutzt wurde.
- MTZ-80ChM – Ein MTZ-80X mit überarbeitetem Motor.
- MTZ-80Ch.1 – Aktualisierte Version des MTZ-80Ch, mit Stand 2016 noch vom Hersteller angeboten.
- MTZ-90 – Exportversion mit 90 PS (66 kW) Leistung und einfachem Verdeck.
- MTZ-900.3 – Komplett überarbeitetes Modell mit 84,3 PS (62 kW) Leistung und neuer Karosserie.

Das Kischinjowski Traktorny Sawod baute von 1974 bis 2008 mit dem T-70 eine Version des Traktors mit Gleisketten als Fahrwerk.

## Technische Daten
Die Daten gelten für das aktuell produzierte Modell MTZ-80.1, änderten sich seit Produktionsbeginn jedoch wenig.
- Motor: Vierzylinder-Viertakt-Dieselmotor mit Direkteinspritzung
- Motortyp: „D-243“
- Leistung: 81,6 PS (60 kW)
- Hubraum: 4750 cm³
- Bohrung: 110 mm
- Hub: 125 mm
- Drehmoment: 298 Nm
- maximale Drehzahl: 2200 min−1
- Tankinhalt: 130 l
- Kupplung: Einscheiben-Trockenkupplung
- Getriebe: mechanisch, 18 Vorwärtsgänge + 4 Rückwärtsgänge
- Höchstgeschwindigkeit: 34,3 km/h vorwärts, 9,22 km/h rückwärts
- Zapfwelle: umschaltbar, 540 oder 1000 min−1
- Hydraulikanlage: Dreipunkthydraulik hinten, hebt etwa 3200 kg
- Antriebsformel: 4×2

Abmessungen und Gewichte
- Länge: 4120 mm
- Breite: 1970 mm
- Höhe: 2780 mm (bis zum Lenkrad)
- Bodenfreiheit: 645 mm (unter der Vorderachse)
- Radstand: 2370 mm
- Spurweite vorne: 1350–1850 mm
- Spurweite hinten: 1800–2100 mm
- Gewicht, fahrbereit: 3770 kg
- Bereifung hinten: 15,5R38 AS
- Bereifung vorne: 9,00-20 AS